# Мечеть Конак
Мечеть Конак, також відома як мечеть Яли, — мечеть, розташована в Ізмірі, Туреччина. Вона розташована на площі Конак у центрі міста, району Конак.
Збудована в ХІХ столітті в класичному османському архітектурному стилі, мечеть, оздоблена бірюзовою плиткою, є спорудою, яку ототожнюють з площею Конак. Поруч розташовані Ізмірська годинникова вежа, урядова будівля та пам'ятник Першій кулі, встановлений на честь Гасана Тагсіна, вбитого греками 15 травня 1919 року.

## Історія
Точні відомості щодо часу та особи, яка збудувала мечеть, відсутні. Вважається, що вона отримала назву «Яли» (тобто «прибережна») через своє первісне розташування поблизу моря. У низці джерел датою її спорудження називають 1755 рік.  У деяких джерелах  зазначено, що мечеть була збудована в 1774 році разом з медресе Айше ханим, дружиною Катіпзаде Мехмета-паші, знатного діяча Ізміра. Оскільки родина Катіпзаде підтримувала тісні зв’язки з іноземцями, мечеть також відома під назвою «англійська мечеть Айше». Існувала й медресе, ймовірно розташована поруч із мечеттю, однак до нашого часу вона не збереглася.
Губернатор Рахмі-бей відремонтував мечеть під час Першої світової війни. Над вхідними дверима є напис, який вказує на цей ремонт. Вважається, що цю реставрацію виконав архітектор Тахсін Сермет через схожість мармурових прикрас на дверях мечеті з мармуровими прикрасами в Національній бібліотеці Ізміра та Національному кінотеатрі Ізміра, які є роботами архітектора Тахсіна Сермета.
Мечеть була знову відновлена у 1964 році. Під час цієї реставрації значну частину кутах’янської керамічної плитки на фасаді мечеті було видалено, залишивши лише ті, що на віконних та дверних рамах. До останніх відновлювальних робіт зовнішній вигляд будівлі був повністю покритий кутах'янською плиткою, але сьогодні віконні рами та фронтони оздоблені найкращою кутах'янською плиткою XIX століття. Підпис плиток належить Хафізу Мехмеду Еміну Ефенді.

## Архітектура

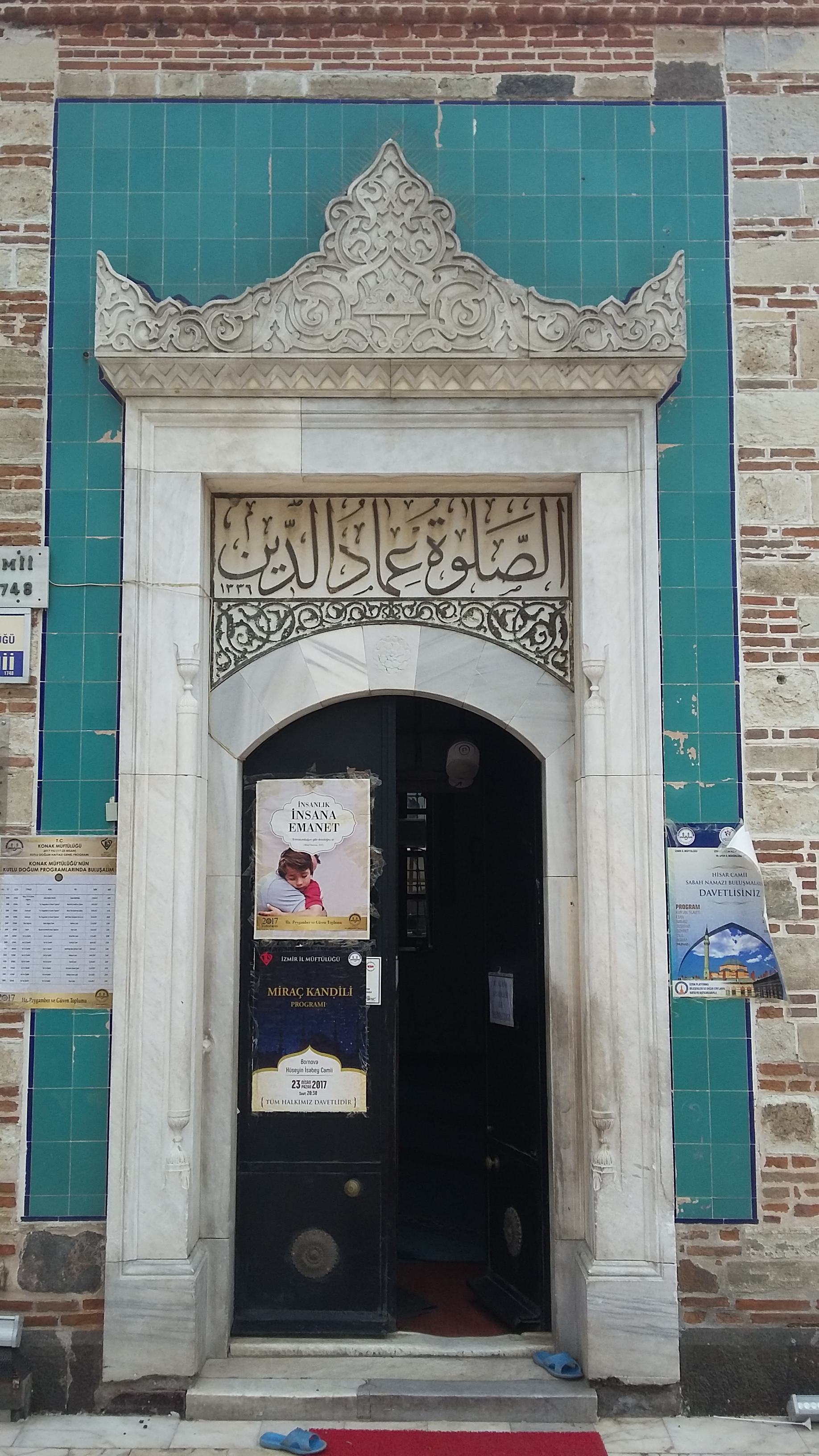
Двері мечеті Конак.

Мечеть, зведена у класичному османському архітектурному стилі, має восьмикутне планування. Особливу увагу привертає керамічне оздоблення навколо вікон. У процесі будівництва було використано комбінацію каменю та цегли. Внутрішній простір прикрашений декоративною плиткою. Мечеть має мінарет круглої форми з одним балконом, встановлений на кам’яній основі.
Автором люстри мечеті є художник-кераміст Умран Барадан.

## Джерело
1. 1 2  Konak Yalı Camii, Seramik Türkiye Dergisi, Sayı 12, Kasım -Aralık 2005 (PDF). Архів оригіналу (PDF) за 2 Mart 2016. Процитовано 28 Ocak 2012. {{cite web}}: Недійсний |dead-url=evet (довідка)
2. ↑  Çinili Köşk’teki Avize Artık Yalı Camii’nin aydınlatacak, Milli gazete, 16 Kasım 2010. Архів оригіналу за 24 Kasım 2010. Процитовано 28 Ocak 2012. {{cite web}}: Недійсний |dead-url=evet (довідка)